# 25098 Gridnev
25098 Gridnev è un asteroide della fascia principale. Scoperto nel 1998, presenta un'orbita caratterizzata da un semiasse maggiore pari a 2,3822314 UA e da un'eccentricità di 0,1218271, inclinata di 4,84052° rispetto all'eclittica.